# Glifos de Gosford
Los Glifos de Gosford, o también llamados Jeroglíficos de Kariong, son un conjunto de cerca de 300 jeroglíficos con apariencia egipcia halladas en Kariong, Australia. Están situados en una región conocida por sus petroglifos aborígenes, entre las localidades de Gosford y Woy Woy, en Nueva Gales del Sur, dentro del Parque Nacional Agua de Brisbane.
Tras su descubrimiento en la década de 1970, tanto las autoridades como los expertos han rechazado los glifos, considerándolos un fraude. Sin embargo, aún persisten intentos por sostener la idea errónea de que estas inscripciones fueron realizadas por antiguos egipcios hace unos 4.500 años.
Aunque los rumores sobre la existencia de jeroglíficos egipcios en la zona circulan desde la década de 1920, un representante del Servicio de Parques Nacionales y Vida Silvestre (NPWS) afirmó: "Tomamos conocimiento de las inscripciones a comienzos de los años 80, que es justamente el periodo en el que se cree que fueron talladas en su mayoría".
A finales de 2023, el Servicio Nacional de Vida Silvestre (NPWS) inició la remoción de rocas cercanas a los glifos, argumentando que representaban un riesgo. Sin embargo, estas acciones fueron cuestionadas por vecinos de la zona y una organización ambiental local, que las consideraron exageradas y sin justificación.

## Descripción

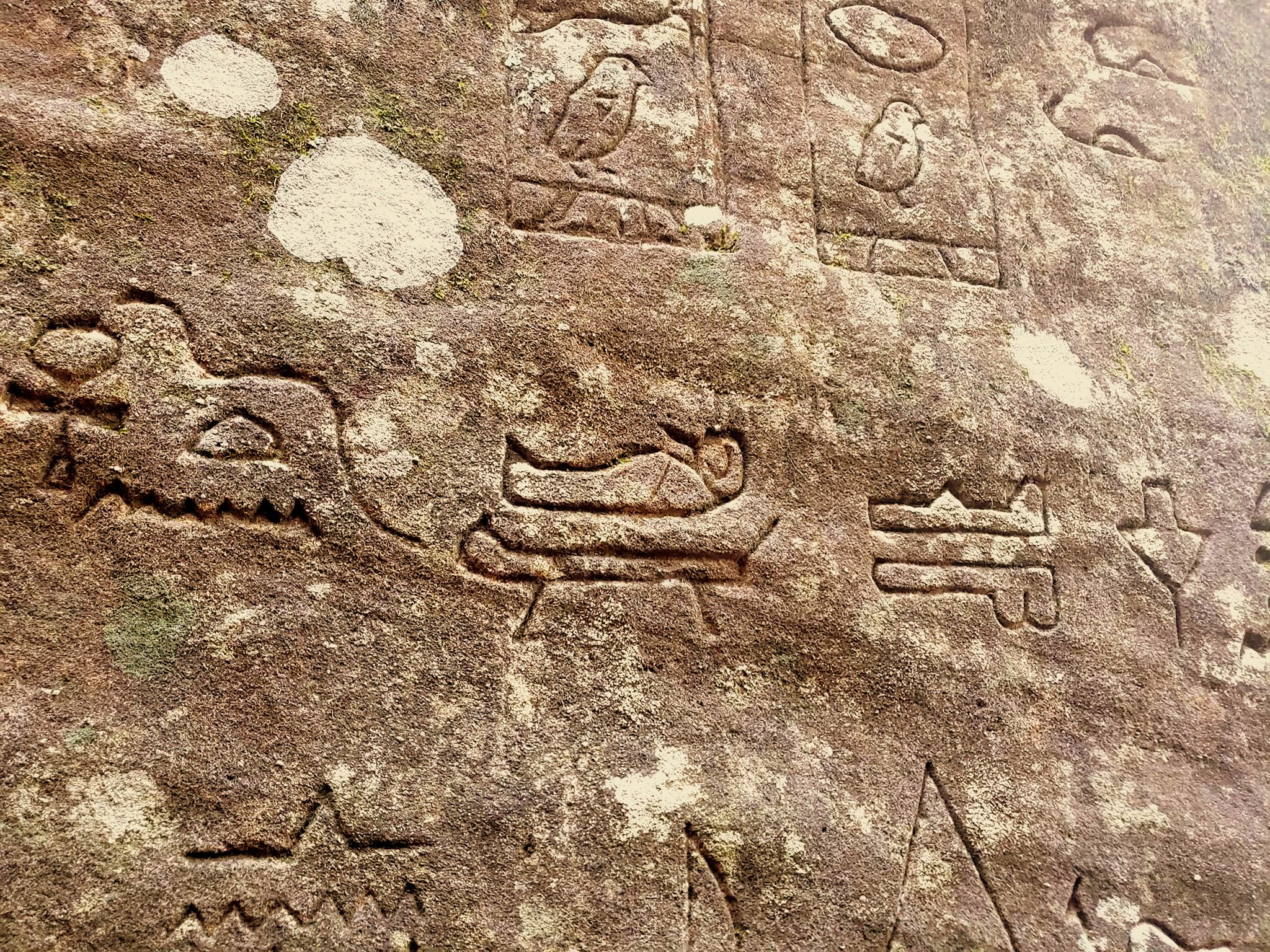
Sitio que muestra los símbolos de Uadyet, Horus, el agua, el anj y el sarcófago.

Las inscripciones incluyen representaciones de barcos, gallinas, perros, búhos, figuras humanas sencillas, un hueso de perro y dos cartuchos que aparentan contener nombres de reyes. Uno de ellos correspondería a Keops, segundo faraón de la IV Dinastía (2637–2614 a. C.), mientras que el otro no ha podido identificarse con certeza. Ambos cartuchos comparten el mismo nombre personal y de trono. También se encuentra tallada una figura del dios egipcio Anubis.

## Descubrimiento
Los grabados fueron documentados oficialmente por primera vez en 1975 por Alan Dash, un topógrafo local del Ayuntamiento de Gosford. Aunque llevaba siete años visitando el área, no había visto los glifos hasta entonces. Durante los cinco años siguientes, Dash siguió acudiendo al lugar y notó que aparecían nuevos glifos en cada visita.Antes de ser descubiertos, el sitio estaba cubierto de arena, rocas y vegetación. En 1983, David Lamber, quien en ese momento era conservador de arte rupestre del NPWS, encontró algunos jeroglíficos claramente definidos que, según su evaluación, tenían menos de un año.A partir de mediados de los años noventa, el sitio comenzó a atraer mayor atención pública.
Desde entonces, algunos pseudohistoriadores han sostenido que los jeroglíficos son auténticos y fueron tallados hace unos 4.500 años por egipcios que habrían llegado a Australia en barco y, tras naufragar, dejaron su relato inscrito en las rocas.

## Autenticidad
El profesor Boyo Ockinga dijo:

Hay muchas razones por las que no se aceptan como jeroglíficos auténticos...
"En primer lugar, la forma en que están tallados no se corresponde con la forma en que se producen las inscripciones rupestres del antiguo Egipto; son muy desorganizadas...

"También existe un problema con las formas reales de los signos utilizados. Es imposible que la gente hubiera inscrito textos de la época de Keops a partir de los signos que no se inventaron hasta 2500 años después."
Se ha planteado la posibilidad de que los glifos hayan sido tallados en la década de 1920 por soldados australianos, en un periodo en el que el interés por el antiguo Egipto se popularizó tras el hallazgo de la tumba de Tutankamón. Estos soldados, que estuvieron destinados en el Sultanato de Egipto entre mediados de los años 1910 y principios de los 1920, habrían dejado inscripciones como una esfinge y una pirámide, de las cuales se sabe que fueron hechas por un militar que regresaba al país.
El egiptólogo australiano Naguib Kanawati también ha afirmado que los glifos no son auténticos y que habrían sido tallados a comienzos de los años 80.Señaló que algunos jeroglíficos del mismo panel pertenecen a épocas distintas y que varios están incluso grabados al revés.Entre las teorías sobre su origen también se menciona a estudiantes de secundaria que, en los años 70, podrían haber copiado símbolos de sus libros de texto, así como a un inmigrante yugoslavo apasionado por la egiptología que los habría tallado en los primeros años de la década de 1980.Por su parte, geólogos han señalado que la arenisca donde se encuentran los grabados se desgasta con rapidez, y que los petroglifos aborígenes del cercano sitio de arte rupestre de Bulgandry, con 250 años de antigüedad, presentan un nivel de erosión mucho más avanzado.

## Galería

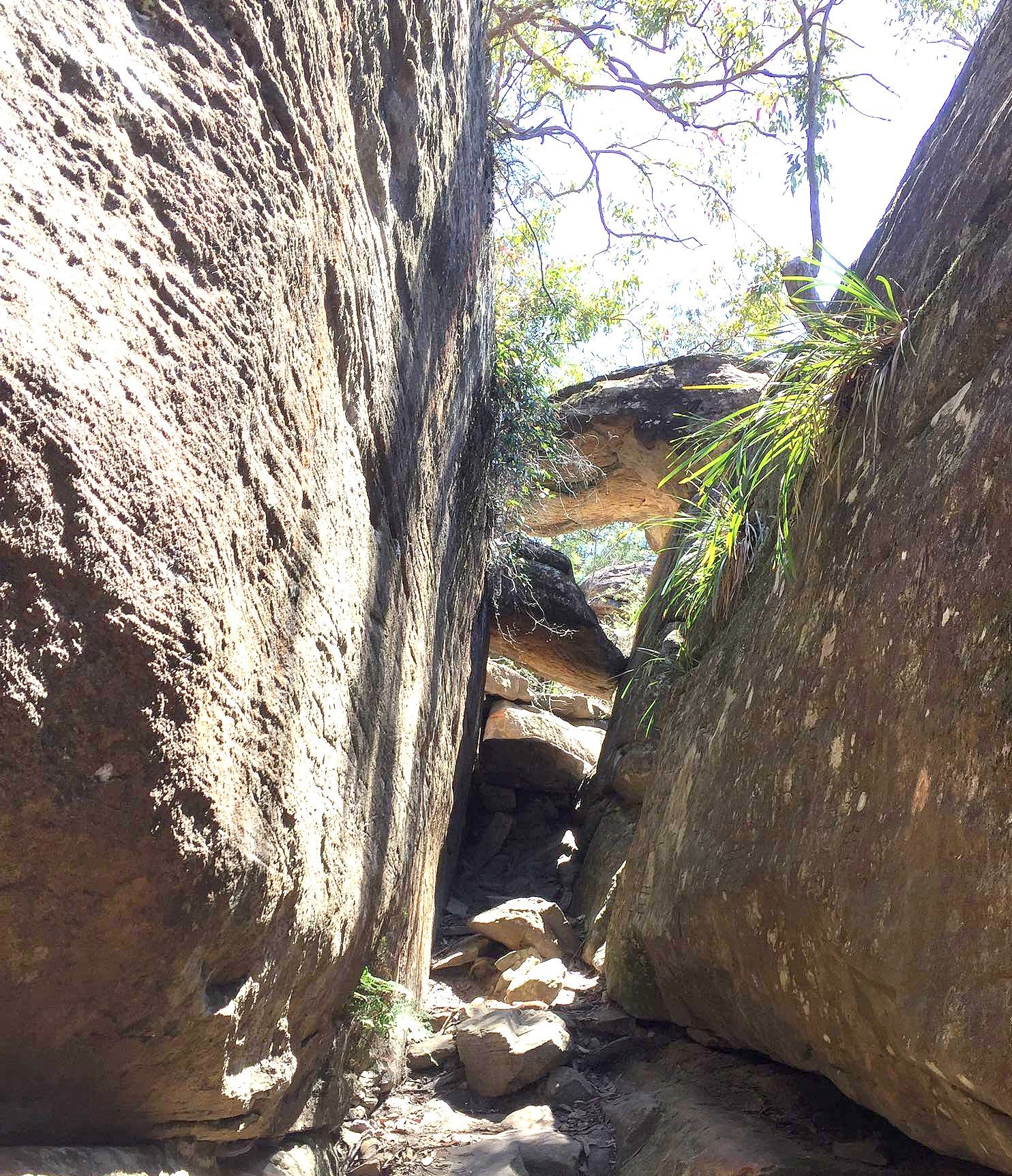
Las paredes paralelas sobre las que están tallados los glifos
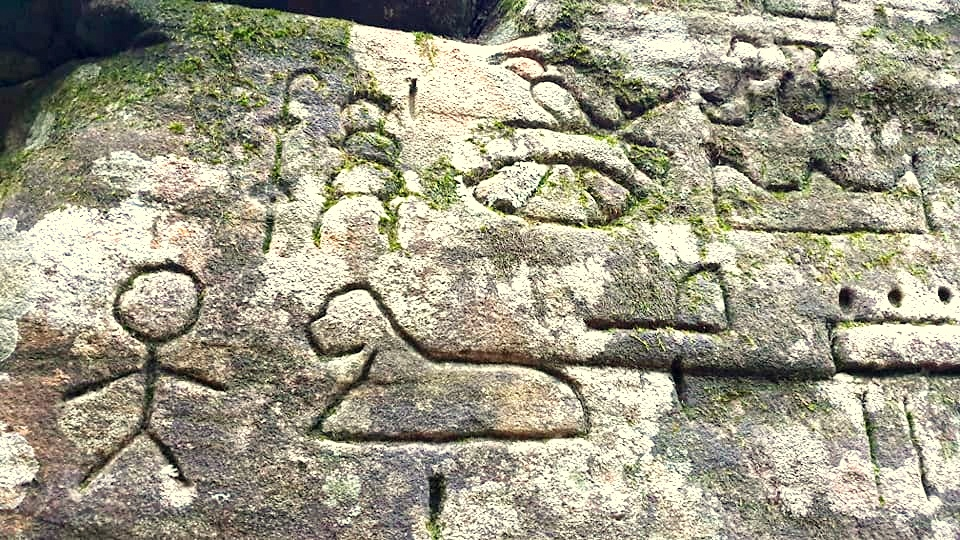
Símbolos diversos, incluida una esfinge y el Ojo de Horus.
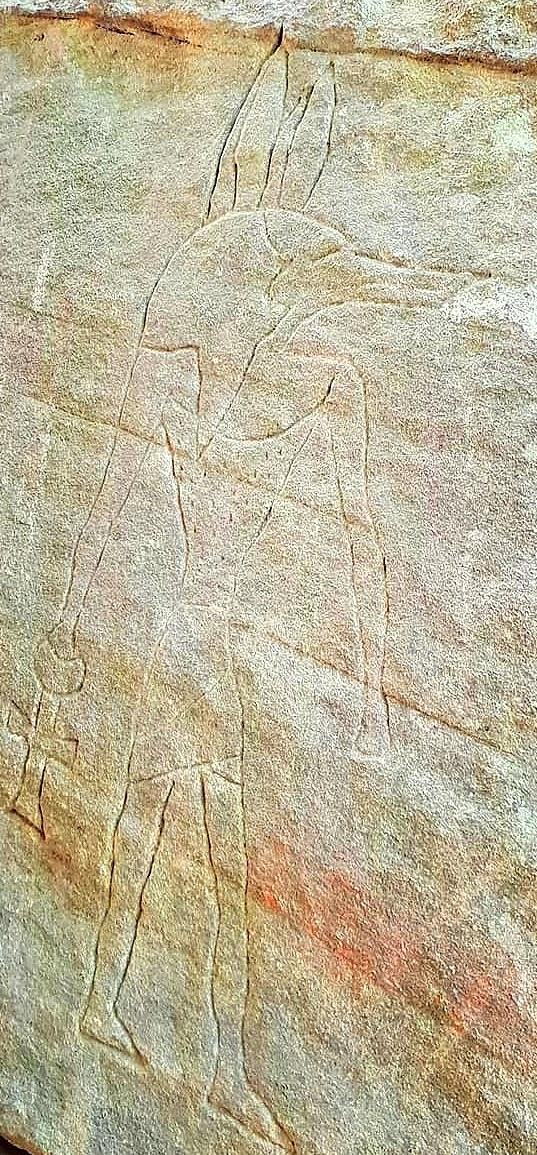
Dios egipcio Anubis, la talla más grande del sitio